# Football Club de Nantes 1973-1974
Questa voce raccoglie le informazioni riguardanti il Football Club de Nantes nelle competizioni ufficiali della stagione 1973-1974.

## Organigramma societario
Area direttiva
- Presidente:Louis Fonteneau

Area tecnica
- Direttore sportivo: Robert Budzynski
- Allenatore: José Arribas

## Rosa
Fonte:
| N. |                      | Ruolo | Calciatore                 |
| -- | -------------------- | ----- | -------------------------- |
|    | Francia (bandiera)   | P     | Jean-Paul Bertrand-Demanes |
|    | Francia (bandiera)   | P     | René Donoyan               |
|    | Francia (bandiera)   | D     | Jean-Claude Osman          |
|    | Argentina (bandiera) | D     | Ángel Bargas               |
|    | Francia (bandiera)   | D     | Raynald Denoueix           |
|    | Francia (bandiera)   | D     | Patrice Rio                |
|    | Francia (bandiera)   | D     | Gabriel De Michèle         |
|    | Francia (bandiera)   | D     | Bernard Gardon             |
|    | Francia (bandiera)   | D     | Maxime Bossis              |
|    | Francia (bandiera)   | D     | Gilles Morinière           |
|    | Francia (bandiera)   | D     | Denis Mérigot              |
|    | Francia (bandiera)   | C     | Henri Michel               |
|    | Francia (bandiera)   | C     | Bernard Blanchet           |
|    | Francia (bandiera)   | C     | Michel Pech                |

| N. |                           | Ruolo | Calciatore        |
| -- | ------------------------- | ----- | ----------------- |
|    | Francia (bandiera)        | C     | Claude Arribas    |
|    | Francia (bandiera)        | C     | Omar Sahnoun      |
|    | Francia (bandiera)        | A     | Bernard Blanchet  |
|    | Francia (bandiera)        | A     | Didier Couécou    |
|    | Francia (bandiera)        | A     | André Hamoun      |
|    | Francia (bandiera)        | A     | Eric Pécout       |
|    | Argentina (bandiera)      | A     | Bernard Vendrely  |
|    | Argentina (bandiera)      | A     | Ángel Marcos      |
|    | Francia (bandiera)        | A     | Gilles Rampillon  |
|    | Francia (bandiera)        | A     | Loïc Amisse       |
|    | Francia (bandiera)        | A     | Bruno Baronchelli |
|    | Germania Ovest (bandiera) | A     | Erich Maas        |
|    | Argentina (bandiera)      | A     | Hugo Curioni      |

## Risultati

### Coppa dei Campioni
| Arbitro: | John Paterson |

|                       |           |                           |
| Markussen 5’ Lund 17’ | Marcatori | 21’ Rampillon 60’ Couécou |

| Arbitro: | John Williams |

|  |           |                |
|  | Marcatori | 62’ Nørregaard |

## Statistiche

### Statistiche dei giocatori
| Giocatore             | Division 1 | Division 1 | Coppa di Francia | Coppa di Francia | Coppa dei Campioni | Coppa dei Campioni | Totale   | Totale |
| Giocatore             | Presenze   | Reti       | Presenze         | Reti             | Presenze           | Reti               | Presenze | Reti   |
| --------------------- | ---------- | ---------- | ---------------- | ---------------- | ------------------ | ------------------ | -------- | ------ |
| L. Amisse             | 7          | 1          | ?                | ?                | 0                  | 0                  | 7+       | 1+     |
| C. Arribas            | 7          | 0          | ?                | ?                | 0                  | 0                  | 7+       | 0+     |
| Á. Bargas             | 20         | 2          | ?                | ?                | 0                  | 0                  | 20+      | 2+     |
| B. Blanchet           | 29         | 11         | ?                | ?                | 2                  | 0                  | 31+      | 11+    |
| M. Bossis             | 12         | 0          | ?                | ?                | 0                  | 0                  | 12+      | 0+     |
| D. Couécou            | 10         | 4          | ?                | ?                | 2                  | 1                  | 12+      | 5+     |
| H. Curioni            | 19         | 14         | ?                | ?                | 0                  | 0                  | 19+      | 14+    |
| G. De Michèle         | 28         | 0          | ?                | ?                | 2                  | 0                  | 30+      | 0+     |
| J.P. Bertrand-Demanes | 37         | -40        | ?                | -?               | 2                  | -3                 | 39+      | -43+   |
| R. Denoueix           | 22         | 0          | ?                | ?                | 2                  | 0                  | 24+      | 0+     |
| R. Donoyan            | 1          | -1         | ?                | ?                | 0                  | 0                  | 1+       | -1+    |
| B. Gardon             | 19         | 0          | ?                | ?                | 1                  | 0                  | 20+      | 0+     |
| A. Hamon              | 1          | 0          | ?                | ?                | 0                  | 0                  | 1+       | 0+     |
| E. Maas               | 36         | 9          | ?                | ?                | 2                  | 0                  | 38+      | 9+     |
| Á. Marcos             | 7          | 1          | ?                | ?                | 1                  | 0                  | 8+       | 1+     |
| H. Michel             | 37         | 6          | ?                | ?                | 2                  | 0                  | 39+      | 6+     |
| G. Morinière          | 1          | 0          | ?                | ?                | 0                  | 0                  | 1+       | 0+     |
| J.C. Osman            | 20         | 1          | ?                | ?                | 2                  | 0                  | 22+      | 1+     |
| M. Pech               | 38         | 3          | ?                | ?                | 1                  | 0                  | 39+      | 3+     |
| G. Rampillon          | 37         | 9          | ?                | ?                | 2                  | 1                  | 39+      | 10+    |
| P. Rio                | 37         | 0          | ?                | ?                | 1                  | 0                  | 38+      | 0+     |
| O. Sahnoun            | 0          | ?          | ?                | ?                | 0                  | 0                  | 0+       | 0+     |
| B. Vendrely           | 11         | 1          | ?                | ?                | 2                  | 0                  | 13+      | 1+     |